# Bernard Kielak
Bernard Kielak (ur. 20 sierpnia 1944 w Radzyminie, zm. 24 marca 2016) – polski etnograf i regionalista.

## Życiorys
Syn Antoniego i Henryki z domu Kosseckiej. Absolwent LO w Wołominie (1962), Wydziału Historycznego Uniwersytetu Warszawskiego (1973) oraz Studium Podyplomowego Konserwacji Zabytków na Politechnice Warszawskiej (1985). Sprawował nadzór etnograficzny w Spółdzielni Pracy Przemysłu Ludowego i Artystycznego Kurpianka w Kadzidle, był kierownikiem Stacji Naukowej Mazowieckiego Ośrodka Badań Naukowych w Ostrołęce, organizował Muzeum Okręgowe w Ostrołęce i był jego dyrektorem (w latach 1975–1983 oraz 1990–1998), pełnił funkcję Wojewódzkiego Konserwatora Zabytków w Ostrołęce oraz głównego instruktora i zastępcy dyrektora Wojewódzkiego Ośrodka Kultury. Po 1998 r. pracował w Ostrołęckim Ośrodku Kultury, Miejsko-Gminnym Ośrodku Kultury w Myszyńcu, Szkole Podstawowej w Wykrocie, Urzędzie Miejskim w Ostrołęce. 
Współorganizator życia kulturalnego w środowisku wiejskim, autor scenariuszy wielu imprez regionalnych, konsultant imprez, przeglądów i konkursów sztuki ludowej i folkloru, działacz i przewodnik turystyczny w ramach PTTK. Członek Rady Naukowej MOBN w Warszawie (1985–1992), Rady Naukowej Zarządu Głównego Stowarzyszenia Twórców Ludowych, członek Polskiego Towarzystwa Ludoznawczego, Ostrołęckiego Towarzystwa Naukowego im. Adama Chętnika, Mazowieckiego Towarzystwa Naukowego. Działacz SD. Autor ponad stu artykułów, szkiców i rozpraw dotyczących historii i kultury ludowej Kurpiów, muzealnictwa, ochrony zabytków i problematyki ogólnokulturalnej.
Od 2002 przebywał na rencie. Zmarł w 2016 r.

## Publikacje
- Rok obrzędowy Puszczy Zielonej
- Patroni ostrołęckich ulic
- Artyści ludowi woj. ostrołęckiego (cz. I i II)
- Dzieje muzealnictwa i kolekcjonerstwa na terenie woj. ostrołęckiego
- Zwyczaje gospodarskie Puszczy Zielonej
- Zwyczaje doroczne kurpiowskiej Puszczy Zielonej
- przewodniki po powiatach Mazowsza z serii Przewodnik subiektywny: Powiat ostrołęcki, Powiat przasnyski, Powiat makowski[6].

## Odznaczenia i nagrody
Uhonorowany Złotym Krzyżem Zasługi, odznaką Zasłużony Działacz Kultury, Zasłużony dla województwa ostrołęckiego, nagrodą im. Zygmunta Glogera, Ministra Kultury i Dziedzictwa Narodowego, Starosty Ostrołęckiego, nagrodą Prezesa Związku Kurpiów – Kurpik 2003 oraz nagrodą X-lecia Związku Kurpiów.